# LMP — Зелёная партия Венгрии
«LMP — Зелёная партия Венгрии» (венг. LMP – Magyarország Zöld Pártja), до 2020 года «Политика может быть другой» или «Другая политика возможна» (венг. Lehet Más a Politika! [ˈlɛhɛt maːʃ ɒ ˈpolicikɒ], LMP) — политическая партия в Венгрии, основанная 26 февраля 2009 года на базе нескольких неправительственных организаций. У её истоков стояли гражданские инициативы, экологические и социальные движения.

## Идеология
Позиционирует себя как экологическая и радикально-демократическая партия. Идеологической основой партийной политики является концепция устойчивого развития. Партия поддерживает развитие гражданского общества, защиту окружающей среды и борьбу с коррупцией. Венгерские аналитики сравнивают ее с «новыми левыми» образца 1968 года. Вместе с тем, несмотря на нахождение в левоцентристском политическом поле, её идейная позиция изначально была размытой, а её программные документы провозглашали «третий путь» и отказ от причисления как к правому, так и к левому лагерю. Управление LMP осуществляет коллективное руководство от 9 до 13 человек.

## История
На выборах в Европарламент 2009 года партия, участвуя в блоке с Гуманистической партией, получила пятое место и 2,61 % голосов. По результатам выборов в Венгрии в апреле 2010 года стала одной из четырёх политических сил, вошедших в национальный парламент, получив 16 мест из 386 — 5 мест по территориальным спискам и 11 — по национальному списку.
На партийном съезде в ноябре 2012 года отвергла предложение влиться в состав нового оппозиционного режиму партии «Фидес — Венгерский гражданский союз» альянса социал-либерала Гордона Байнаи «Вместе 2014» (который учредили Ассоциация за патриотизм и прогресс самого Байнаи, движение «Миллион за свободу прессы» и Венгерское движение солидарности).
Несогласные с таким решением сформировали платформу «Диалог за Венгрию» (Párbeszéd Magyarországért) во главе с Бенедеком Явором, Тимеей Сабо и Гергеем Карачонем (последний в 2011 году предлагал сотрудничество не только с левоцентристской оппозицией в лице Венгерской социалистической партии, но и с ультраправой в лице партии «Йоббик»). В начале 2013 года «Диалог за Венгрию» отделился в отдельную партию, участвовавшую в выборах совместно с партией «Вместе 2014». LMP сумела восстановить фракцию в парламенте (распущенную после ухода 8 из 15 депутатов) и переизбрала руководство — сопредседателями партии стали Андраш Шиффер и Бернадетт Сель.
На выборах же «Политика может быть другой» отказалась от любых избирательных союзов, в том числе и предлагаемого ей левой партией «4K! — Четвёртая республика!», не говоря уже об отказе от сотрудничества с дискредитированными партиями левоцентристской оппозиции (Венгерская социалистическая партия и отколы от неё, создавшие коалицию под названием «Единство»).
Как на парламентских, так и на европейских выборах 2014 года LMP удалось получить слегка больше избирательного барьера в 5 % и провести 5 и 1 депутатов соответственно. Сходные результаты получила и на местных выборах того года (лучший — более 40 % — в городе Сексарде; в некоторых округах Будапешта она сотрудничала с «4K!»). Её депутат в Европарламенте Томаш Месерич вошёл в группу Зелёные — Европейский свободный альянс.
В 2016 году самое узнаваемое лицо партии Шиффер покинул большую политику; его место в руководстве партии заняла Эржебет Шмук, однако в следующем году она подала в отставку с поста и её сменила Бернадетт Сель. Вторым сопредседателем стал Акош Хадхази, бывший член «Фидес», разоблачивший коррупционный скандал правительства.
Накануне парламентских выборов 2018 года кандидатом партии «Политика может быть другой» на должность премьер-министра была выбрана Бернадетт Сель. Вместе с ней на выборы пошла и (право)центристская партия «Новое начало». В парламентскую группу LMP в сентябре 2017 года также перешла экс-социалистка Марта Деметер.
На последних парламентских выборах 2018 года «Политика может быть другой» получила 7,1 % голосов, что обеспечило ей 8 депутатских мест в парламенте (включая Антала Чарди, избранного по мажоритарному округу). Новыми руководителями партии стали Марта Деметер и Ласло Лорант Керестеш.
LMP являлась наблюдателем в Европейской партии зелёных, получив статус полноправного члена в ноябре 2011 года. На 1 мая 2009 года агитировать за новую партию в Венгрию приезжал лидер фракции «зеленых» в Европарламенте Даниель Кон-Бендит.